# Art de la période d'Uruk

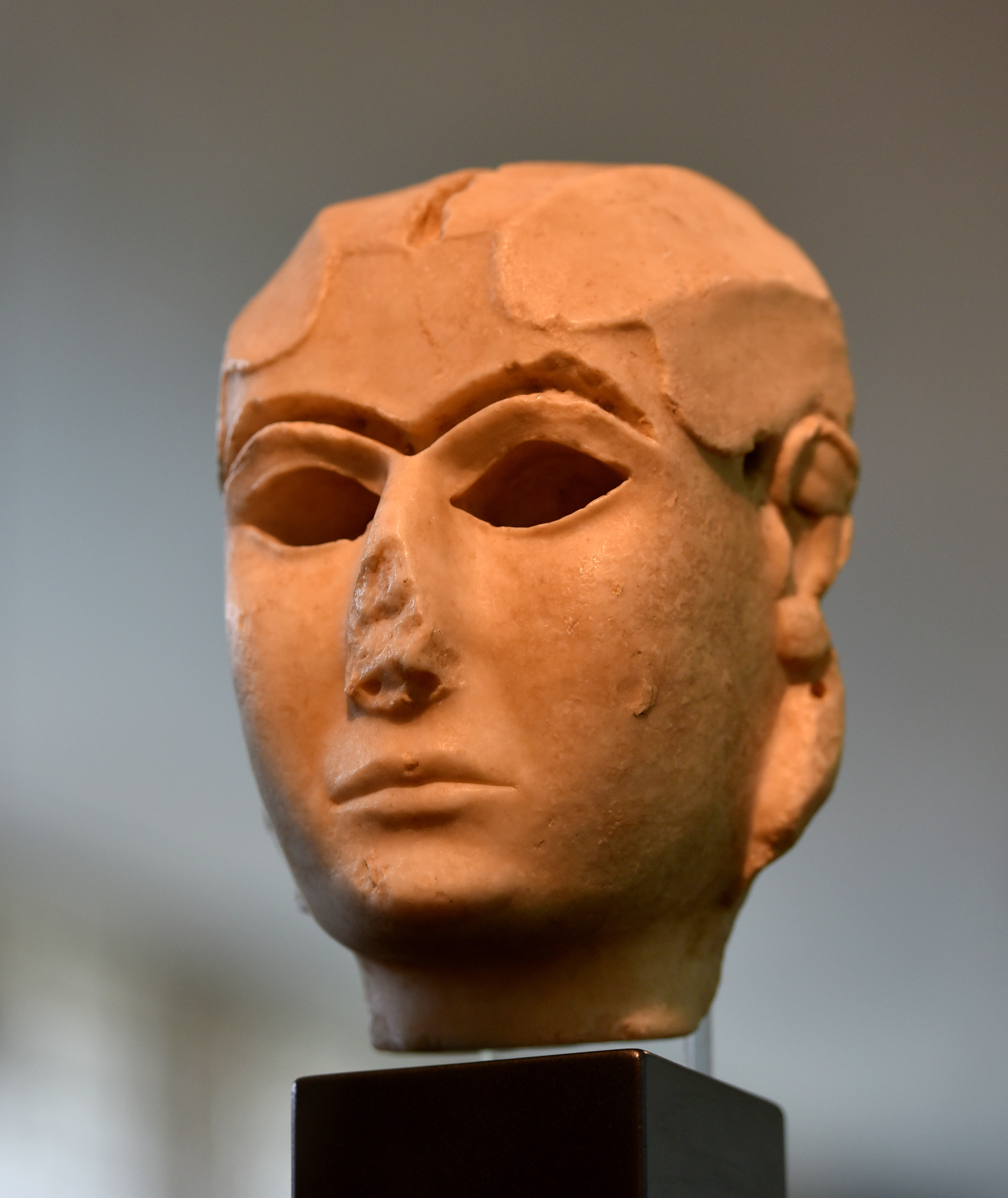
Masque de Warka, ou tête d'Inanna, trouvé à Uruk, vers 3100 av. J.-C.

L'art d'Uruk est caractérisé par les sculptures, les sceaux, la poterie, l'architecture et les autres arts produits à Uruk, une ancienne cité du sud de la Mésopotamie qui fut prospère entre 4200-3000 av. J.-C. durant ce que les archéologues appellent la période d'Uruk. La cité a continué à se développer jusqu'au début de la Période des dynasties archaïques vers 2900-2350 av. J.-C. Considéré comme l'une des premières villes, le site d'Uruk, aujourd'hui en Irak, présente des signes de stratification sociale, de religion institutionnalisée, d'administration centralisée et de ce que les historiens de l'art qualifient d'art et d'architecture de haut niveau. Ce sont les premières marques civilisatrices dans la longue histoire de l'art de la Mésopotamie. Une grande partie de l'art d'Uruk prouve une grande habileté technique des artistes et artisans et a souvent été réalisé avec des matériaux précieux.

## Sculpture

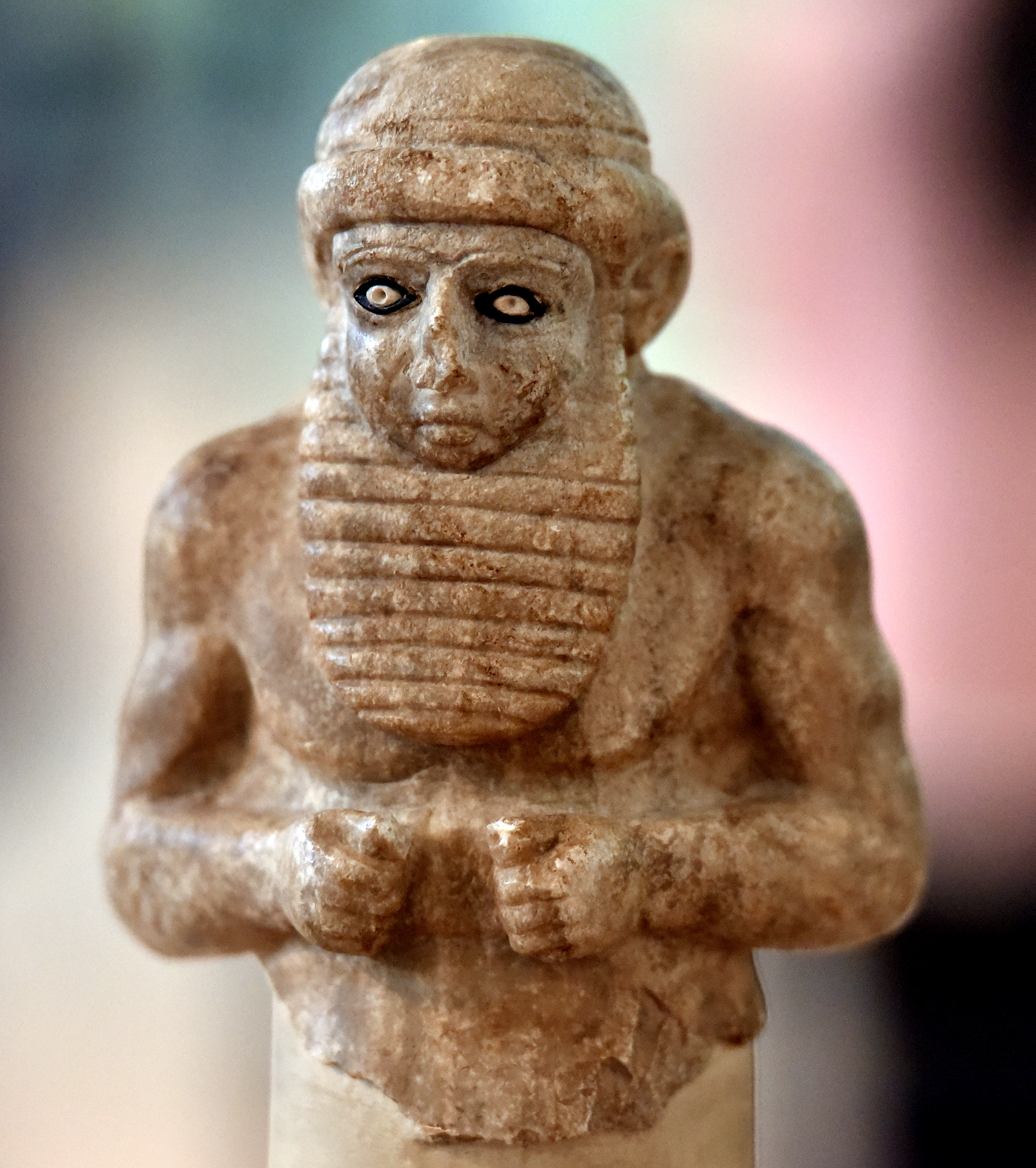
Dignitaire sumérien, Uruk, vers 3300-3000 av. J.-C. Musée national d'Irak,.

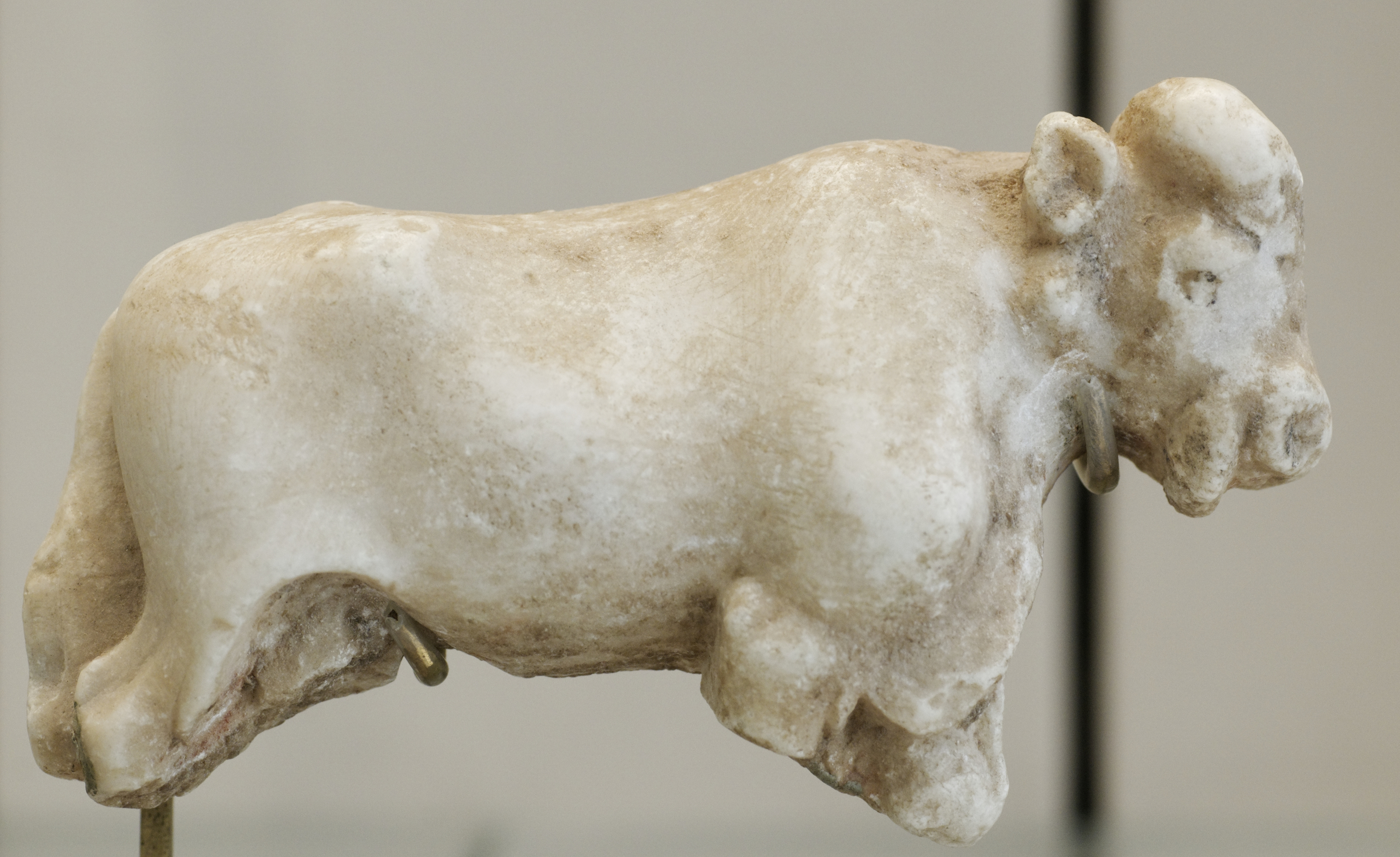
Fragment d'une figurine de taureau d'Uruk, vers 3000 av. J.-C.

Des sculptures votives sous forme de petites figurines animales ont été trouvées à Uruk, dans un style mêlant des éléments naturalistes et abstraits dont l'objectif est de capturer l'essence spirituelle de l'animal, plutôt que de représenter un portrait de manière anatomique. L'utilisation de figurines animales comme offrandes votives, par opposition aux sculptures humaines, remplace probablement un acte rituel de sacrifice animal et le rend éternel en laissant l'image de l'animal sacrifié dans le temple. Un grand nombre de ces animaux votifs ont été découverts au niveau III d'Uruk (vers 3000 av. J.-C.) et auraient été offerts à la déesse Inanna en échange de ses faveurs.
Un groupe d'objets baptisés Kleinfunde ou « petites trouvailles » par les archéologues a également été découvert à Uruk. Cette collection de petits objets se compose de figures animales incrustées dans la pierre ainsi que des récipients qui auraient été utilisés pour des rituels dans le temple. Comme ils sont devenus inutiles, ils ont ont été enterrés dans la terre sacrée plutôt que d'être laissés à l'abandon sans cérémonie. D'autres statuettes animales similaires auraient pu être utilisées comme amulettes ou comme poignées de sceaux-cylindres.

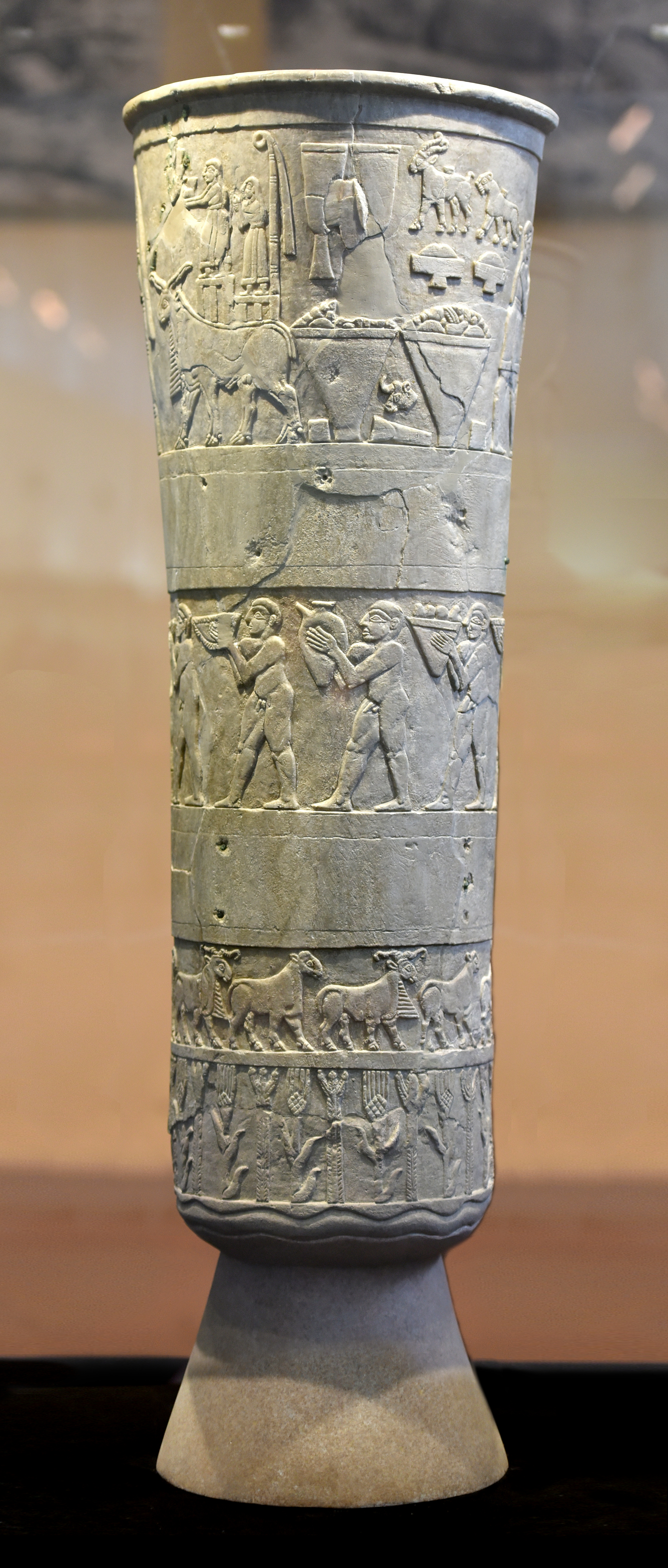
Vase Warka au Musée national d'Irak.

### L'art narratif
A Uruk, il a également été découvert deux des plus anciens exemples d'art narratif, le grand vase d'Uruk et la Dame de Warka. Bien qu'elle n'ait pas pu servir de coupe, le vase d'Uruk en calcaire aurait pu servir d'idole dans le temple d'Inanna. Il montre des troupeaux de moutons en relief s'approchant d'une hutte en roseaux avec des agneaux sortant de celle-ci. Selon le British Museum où cet objet est exposé, la scène avec des moutons pourrait représenter la fertilité du troupeau lorsqu'il est sous la protection d'Inanna, bien que le motif des « animaux sortant d'une hutte » puisse également être associé à une pratique agricole où les bergers séparaient les brebis et les agneaux pendant la journée pour aider à conserver le lait des brebis.
Le vase d'Uruk ou de Warka représente un banquet religieux, vraisemblablement associé à une fête agricole liée à des rituels impliquant la déesse Inanna. Le vase est divisé en quatre registres, le registre inférieur représente de l'eau, des plantes et des épis de blé, le second représente des moutons tournés vers la droite, le troisième registre représente des prêtres nus tournés vers la gauche avec des vases d'offrande. Le quatrième, le registre supérieur, représente un « roi-prêtre» (abîmé) et son assistant se déplaçant vers la droite pour s'approcher d'Inanna elle-même. Elle est  identifiée par les deux poteaux de porte en roseau menant à son temple rempli d'offrandes situés derrière elle. Ces registres ordonnés de bas en haut pourrait refléter la hiérarchie sociale et représenter approximativement l'administration hiérarchisée qui a été identifiée dans la cité d'Uruk.

### Masque de Warka
Outre l'art narratif, l'un des exemples les plus célèbres de sculpture découverts à Uruk est la tête en marbre d'une déesse, le Dame de Warka, qui représente très probablement Inanna. Cette tête a été découverte dans le district d'Eanna à Uruk. Datant d'environ 3100 av. J.-C., elle fait probablement partie de l'une des premières sculptures connues en grandeur nature. Le visage de cette sculpture était très probablement incrusté de pierres précieuses comme le lapis-lazuli. La tête devait appartenir autrefois à une statue plus grande de la déesse qui était probablement en bois.
Comme pour les figurines animales votives, le style comporte des éléments abstraits, tels que les sourcils qui auraient été incrustés de pierreries et des éléments naturalistes, comme les joues et les lèvres douces et arrondies.

## Sceaux
À partir du milieu de la période d'Uruk, les sceaux traditionnels ont été remplacés par des sceaux-cylindres. Uruk a été la première civilisation à utiliser des sceaux-cylindres, une pratique qui s'est étendue à l'ensemble du Proche-Orient antique, et aussi à la Grèce de l'âge du bronze. Les sceaux-cylindres étaient utilisés par des personnalités comme marqueur de leurs identités, puisqu'ils faisaient office de signature et étaient utilisés pour authentifier les documents officiels. Ces petits objets de forme cylindrique étaient gravés à l'aide d'outils métalliques. La gravure était réalisée de manière à ce que les sceaux puissent être roulés sur de l'argile afin d'en laisser une empreinte. Des empreintes de sceaux d'argile brisés ont été trouvées dans les mêmes couches de débris que les premières tablettes d'écriture au niveau IV d'Eanna . Bien que la plupart de ces sceaux retrouvés soient en pierre, il existe également des preuves que les habitants d'Uruk utilisaient du métal sur du bitume, des coquillages et de l'argile pour faire des sceaux cylindriques. L'utilisation de sceaux en pierre en tant que signatures implique l'existence d'un système administratif complexe dans l'Uruk antique. Les sujets représentés sur les sceaux vont du bétail aux rois jusqu'à même des sujets plus religieux comme les symboles des dieux.

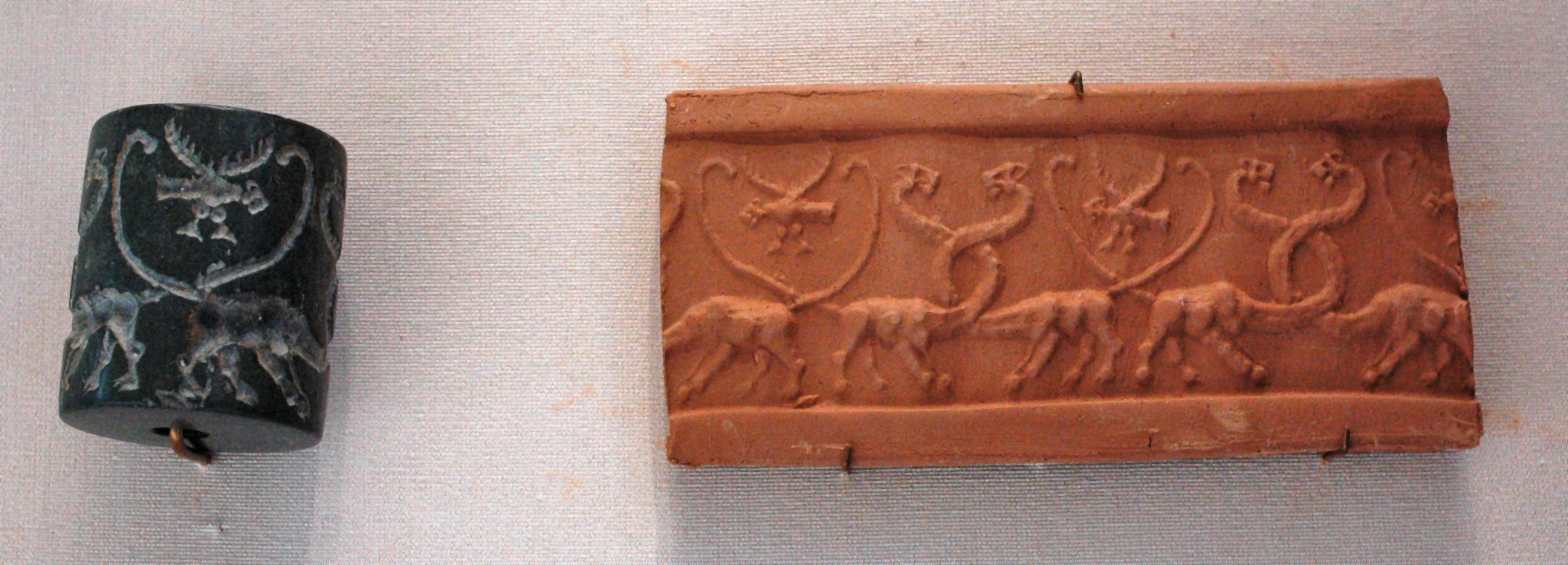
Sceau-cylindre et empreinte de sceau avec des serpopards et des aigles de la période d'Uruk (4100-3000 av. J.-C.)

## Poterie

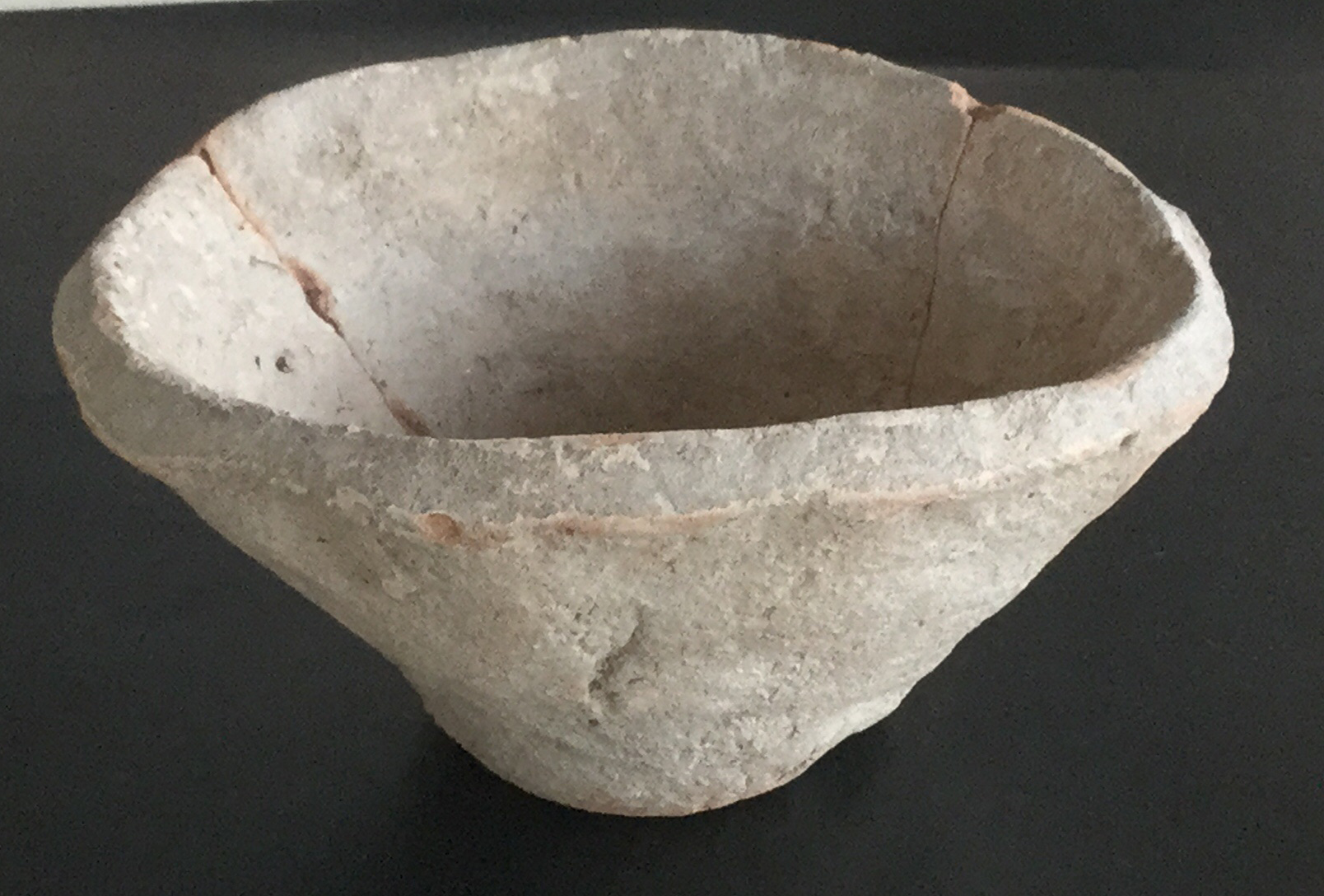
Coupe à bord biseauté, vers 3400-3200 av. J.-C.

Il y a trois types de poterie trouvée à Uruk, les pièces fabriquées au tour, celles fabriquées à la main et celles qui étaient moulées. Les potiers d'Uruk se sont spécialisés dans la production en série de récipients fonctionnels. Le tour de potier rapide a été introduit à la fin de la période d'Uruk, ce qui a permis de produire plus rapidement et plus facilement de la poterie à grande échelle et avec un plus grand sens de standardisation. Des milliers d'écuelles à bords biseautés ont été trouvés sur le site et on a supposé qu'ils étaient utilisés pour mesurer les rations des familles ou des travailleurs dépendants. Une autre innovation dans la poterie inventée et utilisée par les potiers d'Uruk est le grattoir à anneau en céramique. Avec le début de l'exportation des céramiques, le poids d'un grand récipient devenait problématique pour les commerçants lors des déplacements. Pour résoudre ce problème, il a été conçu le grattoir à anneau qui permettait de racler l'excès de matériau inutile d'un récipient avant la cuisson, ce qui rendait la pièce beaucoup plus légère et plus facile à transporter aussi bien en ville que dans le désert. Les poteries d'Uruk ont pu être exportées dans d'autres régions de l'Irak actuel grâce à la capacité des artisans à fabriquer des poteries en grandes séries. Des études ont montré que la poterie d'Uruk semblait être plus populaire dans le nord de l'Irak que dans le sud.

## Architecture

Localisation des principales ruines de la ville d'Uruk

Les ruines les plus importantes qui subsistent à Uruk sont les structures des temples situés près du centre de la ville. Les ruines s'étendent sur une zone d'environ 6 km2, elles sont entourées d'un mur d'enceinte. La culture d'Obeid précédente a servi de modèle de construction pour l'architecture des temples d'Uruk. Les structures étaient construites sur des plans tripartites avec un hall central et des pièces plus petites de chaque côté. Le temple blanc est l'un des exemples les plus célèbres à Uruk. Il est nommé ainsi en raison du plâtre de gypse blanc qui recouvre ses murs. Il était dédié au dieu Anu et a été construit sur une plate-forme de 13 mètres de haut. Ce style est précurseur des ziggourats qui apparaîtront plus tard dans l'histoire de la Mésopotamie. Contrairement aux temples ultérieurs, le Temple Blanc n'a pas de niche centrale.

Les archéologues ont retrouvé des indices prouvant que les bâtiments d'Uruk utilisés pour le culte étaient richement décorés et contenaient des autels destinés à l'adoration de dieux différents. Par exemple, dans le temple C du district d'Eanna, il a été découvert des piliers contenant des panneaux de mosaïque conique. Des cônes d'argile cuit ou de gypse de 10 centimètres étaient disposés et pressés dans du plâtre humide pour fabriquer ces panneaux. Ils sont datés d'environ 3300-3000 av. J.-C. Ils étaient ensuite peints pour créer des motifs en forme de diamant, de triangle et de zigzag. 

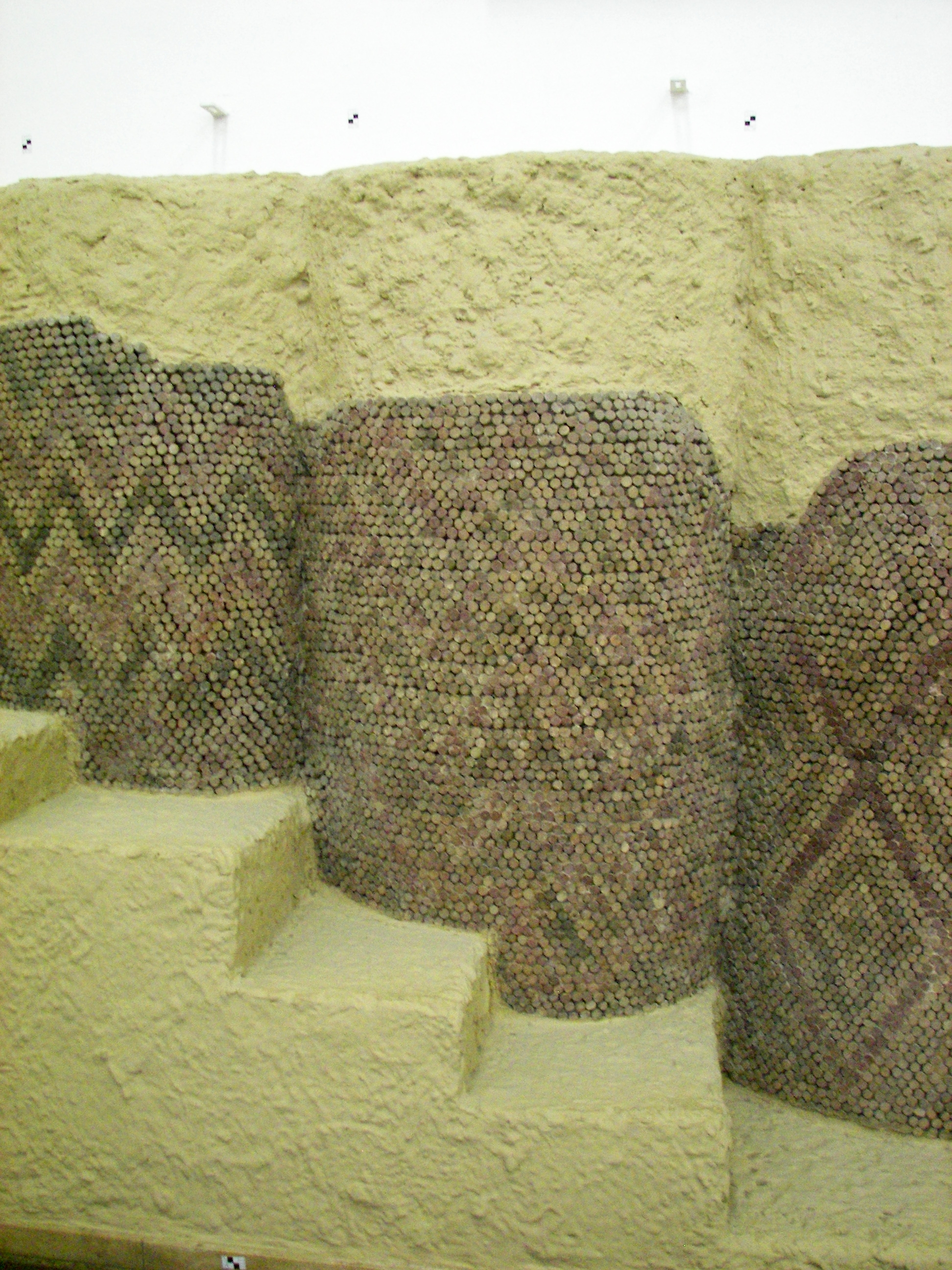
Reconstruction d'une mosaïque conique du temple d'Eanna.
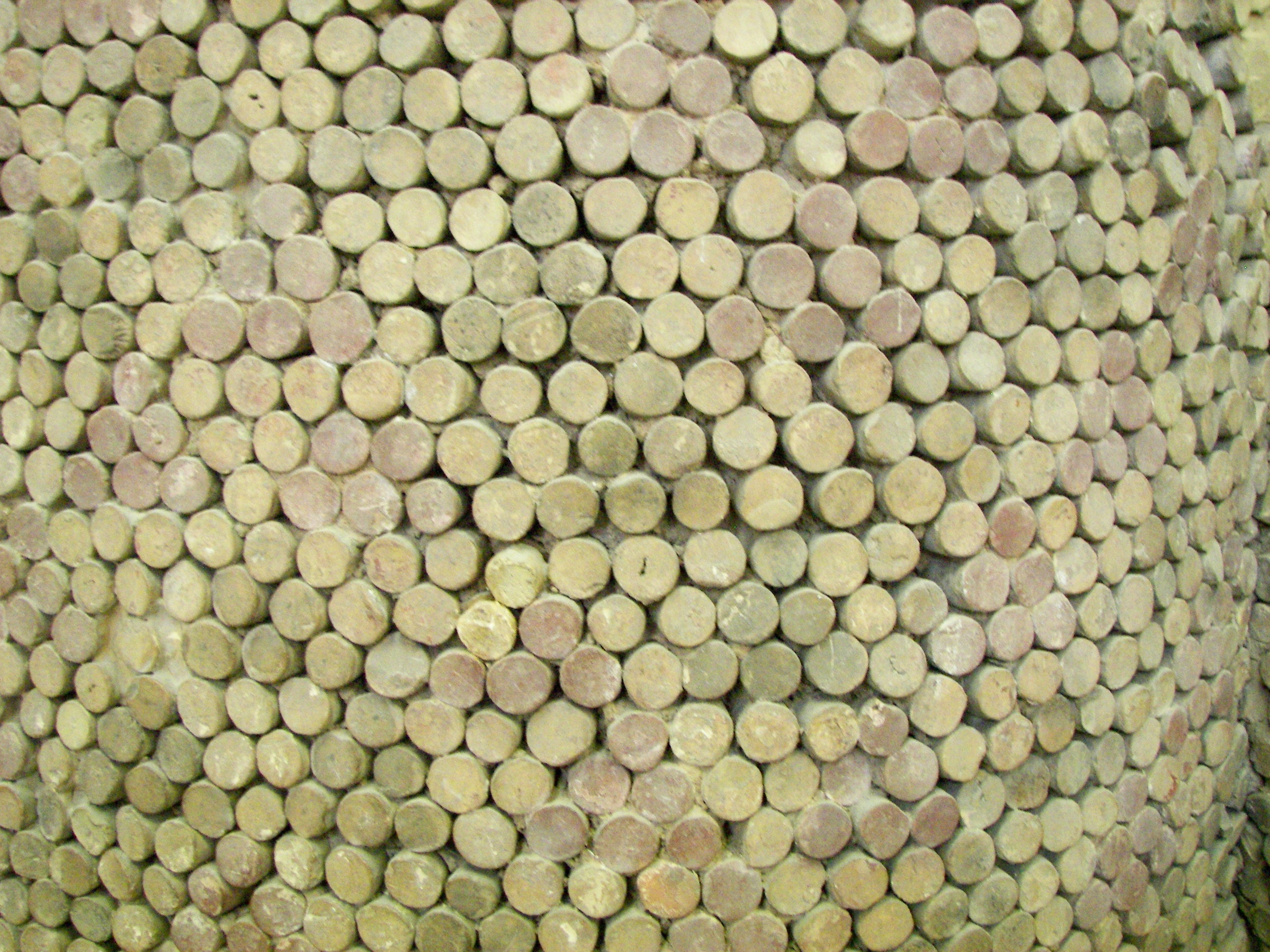
Détail de la reconstruction d'une mosaïque conique du temple d'Eanna.